# Kali Linux
Kali Linux（カーリー リナックス、カリ リナックス）はデジタル・フォレンジックやペネトレーションテスト用に設計された、Debian派生のLinuxディストリビューションである。主にOffensive Securityによって維持および資金援助されている。

## 開発
Kali Linuxには約600個のペネトレーションテスト用プログラム（ツール）がプリインストールされているが、それらはArmitage（グラフィカルなサイバー攻撃管理ツール）、nmap（ポートスキャナ）、Wireshark（パケットアナライザ）、Metasploit（ペネトレーションテストフレームワーク、ベストペネトレーションテストソフトウェアとして表彰された）、John the Ripper（パスワードクラッカー）、sqlmap（自動SQLインジェクションおよびデータベーステイクオーバーツール）、Aircrack-ng（無線LANペネトレーションテスト用ソフトウェアスイート）、Burp SuiteおよびOWASP ZAP（ウェブアプリケーションセキュリティソナー）などである。
Kali LinuxはOffensive SecurityのMati AharoniとDevon Kearnsにより、Knoppixベースの情報セキュリティテスト用LinuxディストリビューションであるBackTrackを書き換えることで開発された。Kali Linuxは当初カーネル監査に焦点を当てて設計されたので、このことがKernel Auditing Linuxという名前の由来となったのだが、ヒンドゥー教の女神Kaliが名前の由来だと間違われることが多い。三人目のコア開発者として、DebianエキスパートであるRaphaël Hertzogが加入した。
Kali LinuxはDebian Testingブランチをベースとしており、使用するパッケージのほとんどはDebianリポジトリからインポートされる。
Kali Linuxの人気は、TVシリーズMr.Robotのエピソードに何回か登場したことで高まった。番組内で紹介されたKali Linuxが提供するツールには、Bluesniff、Bluetooth Scanner (btscanner)、John the Ripper、Metasploit Framework、nmap、Shellshock、Wgetなどがある。
Kali LinuxおよびBackTrackのタグラインは "the quieter you become, the more you are able to hear" であり、それは背景の一部に表示されている。

### バージョン履歴
最初のバージョンである 1.0.0 "moto" は2013年3月にリリースされた。
2019年11月のバージョン2019.4からデフォルトのユーザインタフェースがGNOMEからXfceに変更されたが、従来通りGNOME版も利用できる。
2020年8月のバージョン2020.3では、デフォルトのシェルがBashからZshに変更されたが、Bashはオプションとして残された。

### 必須環境
Kali Linuxの必須環境は以下:
- バージョンによりインストール用として20GB以上のハードディスク空き容量。バージョン2020.2では20GB以上が必要[19]。
- i386およびAMD64アーキテクチャでは2GB以上のRAM。
- ブート可能なCD-DVDドライブかUSBスティック。
- Intel Core i3以上のCPU、良好なパフォーマンスのためにはAMD E1を推奨。

スムーズな動作のため推奨されるハードウェア仕様は以下の通り:
- 50GB以上のハードディスク空き容量、SSDが望ましい。
- 2048MB以上のRAM。

## サポートするプラットフォーム
Kali Linuxは、x86命令セットをベースとしたホストで利用するための32ビットおよび64ビットのイメージや、BeagleBoardコンピュータやサムスンのARM Chromebookで利用するためのARM用イメージとして配布される。
Kali Linuxの開発者は、より多くのARMデバイスでKali Linuxを利用できるようにすることを目標としている。
既にKali Linuxは、Asus Chromebook Flip C100P、BeagleBone Black、HP Chromebook、CubieBoard 2、CuBox、CuBox-i、Raspberry Pi、EfikaMX, Odroid U2、Odroid XU、Odroid XU3、Samsung Chromebook、Utilite Pro、Galaxy Note 10.1、およびSS808で利用できる。
Kali NetHunterが登場したことで、Kali LinuxはNexus 5、Nexus 6、Nexus 7、Nexus 9、Nexus 10、OnePlus One、およびSamsung Galaxyの一部モデルなどのAndroidデバイスでも公式に利用できる。さらに非公式のコミュニティビルドを用いることで、それ以外のAndroidデバイスでも利用できる。
Kali LinuxはWindows 10のWindows Subsystem for Linux (WSL) 上で利用できる。Windows用の公式Kaliディストリビューションは、Microsoft Storeからダウンロードできる。

## 機能
Kali Linuxには特定のAndroidデバイスへの互換性および移植のために用意された専用プロジェクトが存在し、それはKali NetHunterと呼ばれる。
Kali NetHunterは、Kaliコミュニティのメンバーである "BinkyBear" とOffensive Securityが共同作業で開発した、最初のNexusデバイス用オープンソースAndroidペネトレーションテストプラットフォームである。Kali NetHunterは、Wireless 802.11フレームインジェクション、ワンクリックMANA Evil Access Pointセットアップ、HIDキーボード（Teensyのような攻撃）、さらにBad USB MITM攻撃をサポートする。
BackTrack（Kaliの前身）にはフォレンジックモードとして知られるモードが搭載されていたが、このモードはライブブートとしてKaliに継承された。フォレンジックブートは様々な理由により大変有名であるが、その内の1つとして、Kaliのユーザーは既にブート可能なKaliのUSBドライブやCDを持っているため、Kaliをフォレンジックの仕事に適用し易くなることが挙げられる。Kaliをフォレンジックモードでブートすると、システムは内蔵ハードディスクやスワップ領域にはタッチせず、自動マウントも無効になる。ただしKaliの開発者は、ユーザーがKaliを現実世界のフォレンジックに使用する前に、これらの機能を幅広くテストすることを推奨している。

## ツール
Kali Linuxには以下のセキュリティツールが含まれる:
- Aircrack-ng
- Autopsy（英語版）
- Armitage（英語版）
- Burp Suite（英語版）
- BeEF
- Cisco Global Exploiter
- Ettercap（英語版）
- Hashcat
- John the Ripper
- Kismet
- Lynis（英語版）
- Maltego
- Metasploit framework
- Nmap
- Nikto（英語版）
- OWASP ZAP（英語版）
- ソーシャル・エンジニアリングツール
- Sqlmap
- Wireshark
- WPScan
- Nessus
- Zenmap
- Hydra（英語版）
- リバースエンジニアリングツールキット
- Foremost（英語版）
- Volatility（英語版）
- VulnHub

これらのツールを様々な目的で使用できるが、そのほとんどは被害者のネットワークやアプリケーションをエクスプロイトしたり、ネットワークディスカバリーを実行したり、あるいはターゲットのIPアドレスをスキャンするものである。最も評判が良く効果的なペネトレーションテストアプリケーションに焦点を当てるため、以前のバージョン (BackTrack) からは多くのツールが削除された。
Offensive SecurityはKali Linux Revealedという書籍を提供しており、それは自由にダウンロードできる。